# Паро Такцанг
Паро Такцанг (на дзонгкха: སྤ་གྲོ་སྟག་ཚང་; известен също като Такцанг Лакханг и Леговището на тигъра) е най-известният будистки храмов комплекс в Бутан. Разположен е в окръг Паро, близо до град Паро и виси на скала с височина 3120 m, на 700 m над нивото на долината Паро.
Храмовият комплекс е построен през 1692 г. около пещерата Такцанг Сенге Самдуп, където Падмасамбхава медитирал в продължителност на три години, три месеца, три седмици, три дни и три часа през 8 век. За Падмасамбхава се счита, че е внесъл будизма в Бутан и е покровителския бог на страната. Днес Паро Такцанг е известен с тринадесетте пещери, където той е медитирал.
„Храмът на учителя с осем имена“, както също е наричан, е елегантна сграда, построена от Тензин Рабджи и превърнала се в културна икона на Бутан. Популярният фестивал Цечу, провеждан в чест на Падмасамбхава, се състои всяка година от март до април в долината на Паро.

## История

### Предистория и легенди
Според легендата, Падмасамбхава прелетял до това място от Тибет на гърба на тигрица от Кенжапонг. Мястото било освещено за да опитоми демона на тигъра.
Друга легенда разказва за бившата императорска жена Йеше Цогял, която по своя воля стана последовател на Падмасамбхава в Тибет. Тя се трансформирала в тигрица и носила на гърба си Учителя от Тибет до местоположението на Такцанг в Бутан. В една от пещерите Учителят медитирал и се превъплътил в осем форми, а мястото станало свято. След това то станало известно като „Леговището н тигъра“.
Легендата за манастира Такцанг е допълнително украсявана с историята за Тензин Рабджи, който построил храма тук през 1692 г. Според някои автори, през 8 век Падмасамбхава се е превъплътил пак, под формата на Тензин Рабджи. Доказващите обстоятелства са: сведения на приятелите на Тензин Рабджи, които го виждали едновременно вътре и извън пещерата; дори и малко количество храна е било достатъчно да се нахранят всички посетители; никой не се е наранявал на това място, въпреки опасната и хлъзгава пътека към манастира; хората в долината на Паро виждали различни животински фигури в небето, както и дъжд от цветя, който се появил и изчезнал в небето, без да докосва земята.

### Устрояване като място за медитация
Падмасамбхава основава учението нингма и е смятан за „светец и защитник на Бутан“. След 11 век много тибетски светци и други изтъкнати личности идват в Такцанг за да медитират. Сред тях са Миларепа, Дампа Сандже, Мачиг Лабдрон и Тангтонг Гялпо. През втората половина на 12 век, е основано учението Лапа в Паро. В периода 12 – 17 век много лами, които идват от Тибет, основават манастирите си в Бутан. Такцанг остава под властта на ламите Катогпа в продължение на векове, до средата на 17 век.

### Съвременност
През 17 век тертонът Пема Лингпа от Бумтанг, който основава много манастири из различни краища на Бутан, изиграва ключова роля в създаването на религиозни форми и танци чрез концепцията си Зандог Пелри – пъстрата медна гора, където живял Падмасамбхава. Това място, всъщност, било Такцанг.
Бутан воюва срещу Тибет в периода 1644 – 1646 г. След като нахлуването на Тибет е отблъснато, тогавашният глава на Бутан Шабдрунг Нгаванг Намгял поисква да построи храм при Такцанг, за да отпразнува победата, но не успява.
Желанието на Шабдрунг да построи храм тук, обаче, е удовлетворено от неговия единствен наследник – Тензин Рабджи. По времето на посещението си до свещената пещера Такцанг през 1692 г. той полага основите на сградата на храма. Решението е взето от Тензин Рабджи, докато стои в пещерата, оглеждайки долината Паро. По това време той води фестивала Цечу. По това време единствените манастири, за които се е знаело, че са на по-висока надморска височина, са били Зангдо Пелри и Угйен Цемо.

### Пожар
На 19 април 1998 г. избухва пожар в основната сграда на храмовия комплекс, където се съхраняват ценни картини, артефакти и статуи. Предполага се, че пожарът е предизвикан от електрическо късо съединение или от маслени лампи, които са подпалили висящите гоблени. Един монах умира по време на пожара. Работите по възстановяване започват при оценени разходи за 135 милиона нгултрума. Бутанското правителство и тогавашния крал на Бутан Джигме Синге Вангчук наблюдават възстановяването на повредения манастир през 2005 г.

## География
Манастирът се намира на 10 km северно от Паро и виси на опасна скала, 3120 m над морското равнище и около 700 m над долината Паро. Наклонът на скалите е много стръмен, почти вертикален, а сградите на манастира са построени в скалите. Въпреки че изглежда недостъпен, комплексът е достъпен от няколко места. Освен по пътеката от юг, той може да се достигне и по горска пътечка от северозапад или по скалистото плато от север. През много дни в годината облаци покриват манастира, придавайки му чувство за изолираност.
По пътя за манастира има село и друг храм – Угрян Цемо, който също е разположен на скалисто плато и виси няколкостотин метра над долината. От този храм може да се види Паро Такцанс на отсрещната скала. Разполага с кафене за посетителите. Пътят оттук нататък е много живописен, с шума на водопада, който нарушава тишината. Пътеката минава покрай борова гора, молитвени знамена и павилиони, продаващи принадлежности за поклонение. Около пътя се намират множество храмове, както и водопад, с височина 60 m. Пътеката свършва при манастира, където са изложени на показ цветни картини. Пещерата на Учителя също може да се види. Тя е отворена за обществени посещения само веднъж годишно.

## Сграда

### Екстериор
Манастирските сгради представляват 4 основни храма и жилищни заслони, проектирани да напасват перфектно гранитните скални ръбове и пещерите. От осемте пещери, четири са сравнително лесно достъпни. Пещерата, където първоначално Падмасамбхава е влязъл, яздейки тигъра, се нарича „Толу Пук“, а пещерата, където живял и медитирал се нарича „Пел Пук“. Той навигирал духовно извисените монаси да построят манастир тук. Основната пещера е достъпна чрез тесен коридор. В нея са разположени няколко картини на бодхисатва с маслени лампи пред тях. В съседната малка стая е разположена свещена скулптура, изписана със златен прах и прах от кости на божествен лама. Твърди се, че монасите, практикуващи ваджраяна в тази пещера, живеят тук в продължение на три години и рядко слизат в долината Паро.
Всички сгради са свързани чрез стълби и стъпала, издълбани в скалите. Има и няколко хлабави дървени мостове. Храмът на най-високото ниво има фриз на Буда. Всяка постройка има балкон с гледка към долината.

## Кралско посещение
На 15 април 2016 г. херцогът и херцогинята на Кеймбридж принц Уилям и Катрин Мидълтън предприемат 3-часов поход към манастира по време на престоя си в Бутан. През 1998 г. бащата на Уилям – принц Чарлз се опитва да изкачи пътя, но не успява поради контузия, получена по време на поло. Вместо това той изрисува картина с водни бои на манастира.